# Суперкубок В'єтнаму з футболу 2024
Суперкубок В'єтнаму з футболу 2024  — 25-й розіграш турніру. Матч відбувся 31 серпня 2024 року між чемпіоном В'єтнаму клубом Намдінь та володарем кубка В'єтнаму клубом Тханьхоа.
| Володар Суперкубка В'єтнаму 2024 |
| -------------------------------- |
|                                  |
| Намдінь Перший титул             |

## Матч

### Деталі
| 31 серпня 2024 14:00 (EEST) |

| Намдінь                               | 3:0      | Тханьхоа |
| ------------------------------------- | -------- | -------- |
| Рафаельсон 51', 71' Тран Ван Конг 65' | Протокол |          |

| Тхієнг Труонг Стедіум, Намдінь Глядачів: 18 000 Арбітр: Назмі Насаруддін |